# Sierra de Mongay
La sierra de Mongay o sierra de Mungay (en catalán serra de Montgai) también llamado Montsec de la Estall (en catalán Montsec de Aragó) es una sierra exterior pirenaica situada en la comarca aragonesa de La Ribagorza (provincia de Huesca, España).

## Etimología
Mongay deriva del topónimo medieval "Monte Gaudio".

## Geografía
La sierra de Mongay forma el sector aragonés del Montsec, separado por el desfiladero de Monrebey del Montsec d'Ares, primer tramo del conjunto en Cataluña.
En su cima, El Graller, hay un vértice geodésico con 1.331 metros de altura llamado Mungay.

## Medio ambiente
Dada su importancia para la preservación de la biodiversidad, está protegido tanto como lugar de importancia comunitaria (LIC) bajo el nombre de Sierra de Mongay (ES2410042) como por zona de especial protección para las aves (ZEPA) de Sierra de Mongay (ES0000288). En 2012 el LIC fue elevado a la categoría de zona especial de conservación.
El área destaca como un importante refugio de diversidad aviar, con cincuenta y cinco especies identificadas. De entre ellas destaca el quebrantahuesos, que tiene en Mongay su área más meridional. Con el fin de preservar dicha ave, protegida a nivel europeo, se establecieron limitaciones a la práctica de la escala en las cercanías de los nidos. Otras especies de relevancia incluyen al águilar real, alimoche, halcón peregrino y buitre leonado.
Las aves encuentran en la sierra ecosistemas rupícolas y boscosos con presencia de robles y pinos. El monte también contiene endemismos de los Pirineos como las plantas florales Ramonda myconi y Petrocoptis pardoi. Entre los animales que habitan sus bosques cabe mencionar al jabalí y al corzo.
En su límite este, la sierra termina en el río Noguera Ribagorzana, en un ecosistema fluvial con presencia de animales como la nutria.